# Stolové hory
Stolové hory (polsky Góry Stołowe [gury stouove], německy Heuscheuergebirge) tvoří panoramaticky a krajinářsky nejatraktivnější pohoří Sudet. Nacházejí se na česko-polské hranici nedaleko od města Hronova. Nejvyšším vrcholem je Velká Hejšovina s 919 m n. m. (polsky Szczeliniec Wielki [ščeliněc vjelki], německy Große Heuscheuer), na druhém místě je nejvyšší bod sousedního masivu Bor (polsky Skalniak, německy Spiegelberg bei Cudowa) s výškou 915 m n. m., třetí místo pak zaujímá Malá Hejšovina (895 m n. n.). Jedná se o nejvyšší pískovcové vrcholy Polska. Stolové hory jsou jedinými stolovými horami v Polsku. Hory, z větší části zalesněné, jsou od roku 1993 národním parkem.

## Popis
Stolové hory se převážnou částí nacházejí na území Polska (Dolnoslezské vojvodství, mezi městečky Radków, Kudowa-Zdrój a Polanica-Zdrój), kde tvoří hlavní část území Národního parku Gór Stołowych, který byl vyhlášen v roce 1993 na ochranu krajinného rázu a zachovalé přírody Stolových hor. Na české území (Královéhradecký kraj) zasahují Stolové hory jen okrajovými výběžky, jsou to svahy spadající jihozápadně od Božanova do Broumovské kotliny – nejvyšší výšky zde dosahují Suchý vrch (720 m), Lopota (715 m), Bílá skála (720 m), nebo jihovýchodně až východně od Machova svahy hor Šefel (697 m) a Boru (polsky Skalniak 918,5 m), kde český terén sahá do výšky 827 m. Z hlediska ochrany přírody spadá česká část do CHKO Broumovsko.

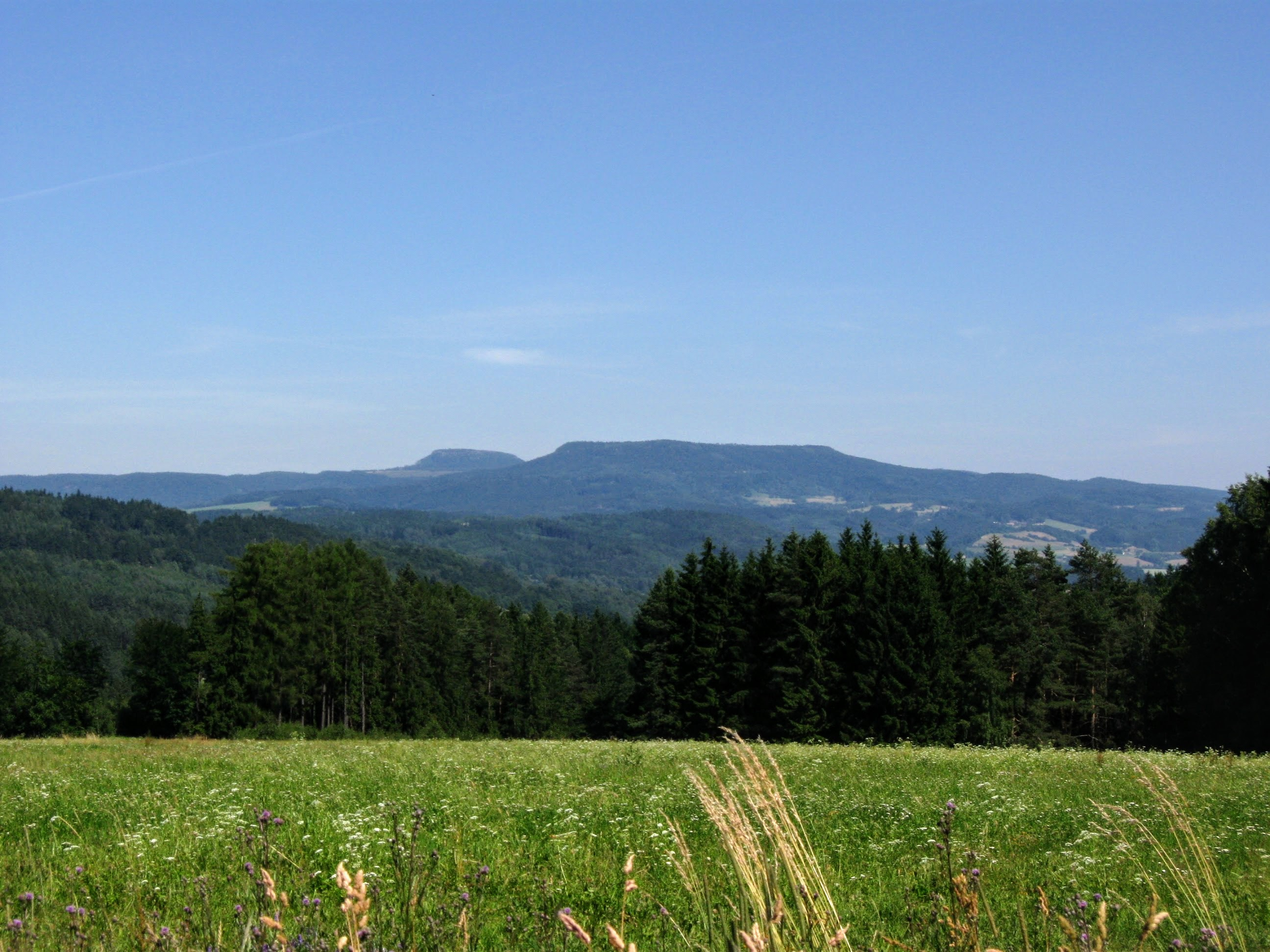
Hejšovina (vlevo) a Bor (vpravo vpředu) při pohledu z Končinského kopce přes údolí Zbečnického potoka

Severní část (Suchý vrch, Lopota, Šefel) je pokračováním geologických struktur Broumovských stěn, masiv Boru je z české části geologickým pokračováním Polické pánve, popřípadě lze obě části považovat za pokračování polické synklinály. Vrcholové partie Stolových hor jsou tvořeny z kvádrových pískovců svrchní křídy s vložkami slínovců a vápenců. Jedná se o sedimenty mořského původu.

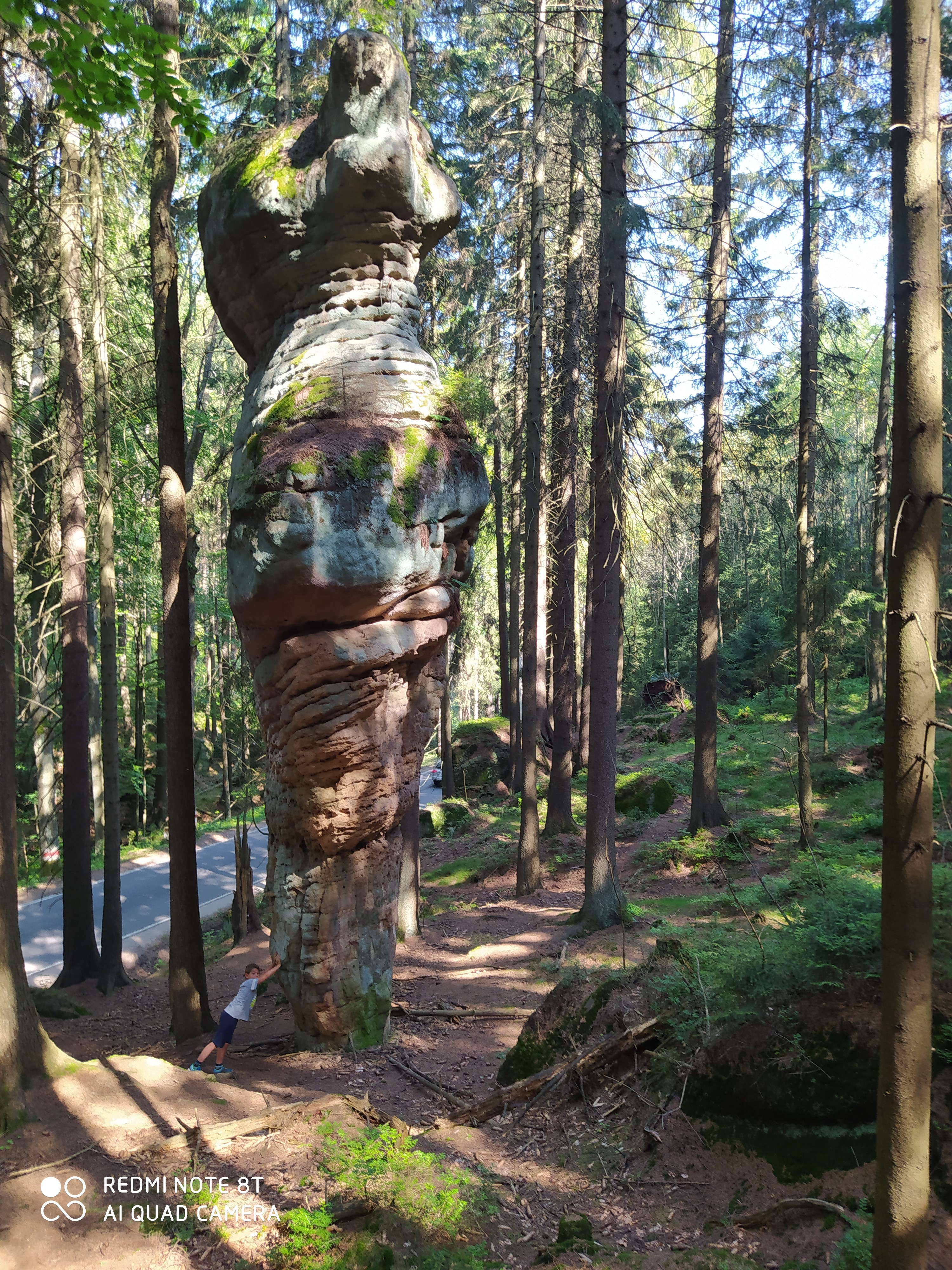
Góry Stolowe, Maczuga

Na polské straně kromě Velké a Malé Hejšoviny a vrcholů masivu Boru jsou východním a jihovýchodním směrem další pozoruhodná skalní města: Liščím průsmykem (Lisia Przełęcz) je odděleno plató Nárožníku (polsky Narożnik, německy Eckstein; 851 m n. m.) od masivu Boru s protějším vrcholem Ptak/Vogelberg (835 m n. m.). Plató je na jihozápadě odděleno od sousední krajiny zhruba 6,5 km dlouhou skalní stěnou, na níž jsou kromě Nárožníku další významné vrcholy a vyhlídková místa, zejména Kopa Śmierci (825 m n. m.) , Skały Puchacza (také Sowie Skały, německy Uhustein; 730 m n. m.), Góra świętej Anny (německy Annaberg, 711 m n. m.) nebo Skała Józefa (německy Josephstein, 680 m n. m.) Útesy od Skały Puchacza až po vrch Hanula (640 m n. m.), jímž se končí výše uvedená skalní stěna nad údolím potoka Czerwona Woda, se nazývá Urwisko Batorowskie (něm. Friedrichsgrunder Lehne).
Blízko Nárožníku se nachází skalní město Białe Skały (Bílé skály). Na náhorní rovině Nárožníku jsou dvě velká rašeliniště Wielkie Torfowisko Batorowskie a Małe Torfowisko Batorowskie (t. č. v podstatě vysušené).
Severovýchodní stěny nad městečkem Radków (česky Hrádek, německy Wünschelburg) a poutním místem Wambierzyce (česky Vambeřice, německy Albendorf) skýtají také velké množství turisticky vděčných skalních měst a útvarů, např. Radkowskie Skały, vyhlídka Pielgrzym (672 m n. m.), vrch Rogacz (707 m n. m.) nebo skalní hřiby (Skalne Grzyby). Jihovýchodním směrem se tato část táhne až nad lázně Polanica Zdrój nad údolí říčky Bystrzyca Dusznicka mezi Polanicí a městečkem Szcytna - vrch Szcytnik (něm. Waldstein, 588 m n. m.) se zámkem Leśna Skała (něm. Burg Waldstein). Na masivu Sczytniku je několik skalních útvarů a další dva vrcholy (Piaskowiec, něm. Steinberg, 578 m n. m.) a Kamiennik (580 m n. m.)

## Kulturně geografické pojetí pojmu Stolové hory
Název pohoří Stolové hory a další polská místní pojmenování jsou nedávného původu (novotvary) a souvisí s polským osídlením teritoria po II. světové válce. S tím také souvisí geografické vymezení Stolových hor, které je odlišné od zde uváděného.
Polští geografové neuvažují ve vymezení Stolových hor státní hranice, jak je to zvykem v České republice: pro ně Stolové hory na severozápad pokračují Broumovskými stěnami (německy Falkengebirge) a následujícími kuestami Polické stupňoviny, tj. popořadě Zdoňovskými kuestami a poté obloukem zpět na jihovýchod se stáčejícími Janovickými kuestami, vrcholícími masivem Závory (německy Qualischer Riegel). Zahrnují do nich dokonce i skalní města Ostaše a Adršpašsko-teplických skal. Pokud bychom byli v tomto smyslu důslední, bylo by třeba do nich zahrnout i kuesty Stárkovské, tj. Stolové hory by se daly na české straně identifikovat s Polickou vrchovinou.
Tradiční geografické vymezení Stolových hor, německy nazývaných Heuscheuergebirge, v chápání původního obyvatelstva, tj. Němců a kladských Čechů, se týká pouze masivu Hejšoviny (Malé a Velké) a celého rozlehlého masivu Boru, nikoli již Broumovských stěn a dalších celků. Stolový charakter obou masivů vyniká především při pohledu z Čech: Hronovská kotlina je dominována masivem Boru (hovoříme o převýšení cca 570 metrů), který má při pohledu odsud skutečně stolový charakter, což neplatí při pohledu z Kladské kotliny, resp. odkudkoliv z polského teritoria východně od jeho nejvyšších vrcholů. Odtamtud se Bor jeví jako rozlehlý členitý masiv, takže polští geografové rozlišují mezi horou Bor a masivem Bor (Skalniak).
Čeští obyvatelé Hronovska a Policka však nepoužívali pro toto pohoří žádný společný název, nazývali jej vždy Bor a Hejšovina nebo Hejšovina a Bor, tzn. obě hory vždy rozlišovali. Když Karel Čapek hovoří v Doktorské pohádce o kouzelníku Magiášovi na Hejšovině, má na mysli Velkou Hejšovinu; tyto hory jsou také odděleně pojmenovávány v díle Aloise Jiráska. Dokonce i ve starších regionálních německých pramenech se rozlišuje mezi pohořími Hejšoviny (Heuscheuergebirge) a Boru (Spiegelgebirge).